# Андрей Садразанов
Андрей (Андрея)  Садразанов (Садразамов) е български политик и юрист.

## Биография
Андрей Садразанов е роден в източномакедонското българско градче Пехчево, тогава в Османската империя, днес в границите на Северна Македония. Общински писар е в Сярската българска община.
Емигрира в Свободна България. В 1914 година замества Наум Главинчев в Гюмюрджинския съд. В 1917 година става депутат в Седемнадесетото обикновено народно събрание от Либералната коалиция, като замества починалия Неделчо Гарванов.
По-късно се установява в Петрич, където се отдава на адвокатска практика. Към 1931 година е подпредседател на Петричкото македонско благотворително братство „Христо Матов“. Съпругата му Кона Садразанова е учителка в града.